# Molendoa hornschuchiana
Molendoa hornschuchiana là một loài Rêu trong họ Pottiaceae. Loài này được (Hook.) Lindb. ex Limpr. mô tả khoa học đầu tiên năm 1886.